# Apećka
Apećka (ukr. Апецька) – szczyt górski Beskidów Wschodnich na Ukrainie, na terenie rejonów tiaczowskiego oraz rachiwskiego obwodu zakarpackiego położony 8 km na wschód od Dubowego.
Zaliczenie Apećkiej do określonego pasma górskiego jest w literaturze kwestią sporną. Część autorów włącza ją do szeroko pojmowanego łańcucha Świdowca – podobnie do wyróżniającego się na tle pozostałej części pasma masywu Bliźnicy. Inni uznają Apećką za szczyt izolowany, nieprzynależny do żadnej grupy.
Góra posiada kilka kulminacji, z czego dwie najwyższe mają kolejno 1512 i 1511 m n.p.m. Widziana z góry przypomina literę „X”, której najdłuższe ramię ma 3 km. Granica bukowego lasu przebiega na ok. 1400 m n.p.m.; powyżej tej wysokości rozciąga się połonina. W 2007 roku poprowadzono na Apećką drogę, dzięki której można się dostać na górę za pomocą motocyklu, lub nawet lekkiego samochodu. Przy dobrej widoczności można dostrzec Howerlę oddaloną o 37 km oraz Chust znajdujący się w odległości ok. 50 km.
Nazwa „Apećka” pochodzi od rumuńskiego słowa „apă” oznaczającego wodę. Nie jest ona przypadkowa, gdyż na stokach góry swój początek biorą liczne potoki wpadające do pobliskich rzek, w tym Tereswy.